# Spar- und Bauverein (Hannover)
Der Spar- und Bauverein eG ist eine Wohnungsbaugenossenschaft in Hannover. Eingetragen im Genossenschaftsregister unter der Nummer 259, ist die im 19. Jahrhundert gegründete Genossenschaft die älteste ihrer Art in Niedersachsen und Hannover und zugleich die größte in der niedersächsischen Landeshauptstadt. Eine 100%ige Tochter ist die in Personalunion durch den Vorstand geführte Niedersächsische Bauträger-Gesellschaft mbH (NBG). Daneben bündelt die unter demselben Dach gegründete Hannoversche Wohnservice-Gesellschaft mbH die Dienstleistungen der Genossenschaft.

## Geschichte
Als sich im Zuge der Industrialisierung und der fortschreitenden Landflucht eine immer größere Wohnungsnot in Hannover ergab, gründete sich 1885 aus einem Mieterverein im Stadtteil Oststadt Hannovers erste Baugenossenschaft: Die ersten 65 Gründungsmitglieder, darunter der Senator und Namensgeber des späteren Brüggemannhofes, Heinrich Brüggemann (* 24. Mai 1876 in Meißendorf; † 14. Januar 1947 in Hannover), wählten Franz Bork (* Juni 1853 in Gollub; † 1. April 1915 in Nürnberg) zu ihrem ersten Geschäftsführer. Gemeinsames Ziel der Genossen war es,

„gesunde und billige Wohnhäuser zu bauen und an die Mitglieder des Vereins zu vermieten, auch Spareinlagen von den Mitgliedern anzunehmen.“

So errichtete der Spar- und Bauverein schon 1886 bis 1891 unter Selbsthilfe der Genossen, die in der Regel Arbeiter und Handwerker waren, auf der westlichen Seite der Lister Straße auf preiswertem Bauland und in der Nähe ihrer Arbeitsstätten zunächst viergeschossige Rohziegelbauten im sogenannten „Polierstil“. Auf diese Art und Weise konnten schon 1887 die ersten Wohnungen in einem 8-Familien-Haus an der Ecke der (heutigen) Franz-Bork-Straße vermietet werden, dem ersten Areal, das durch den Spar- und Bauverein erschlossen wurde.(Karte)

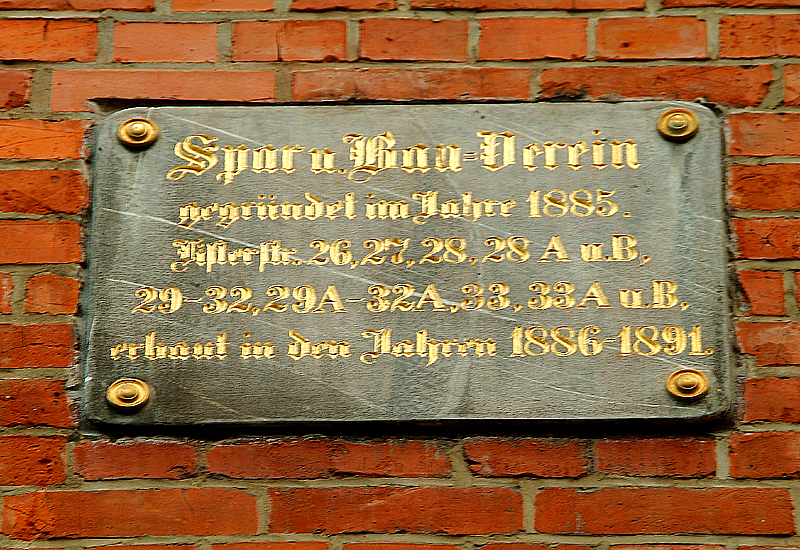
Eine von mehreren Erinnerungstafeln an der Lister Straße

Noch im Jahr der Fertigstellung der Gebäude an der Lister Straße und der Franz-Bork-Straße erwarb der Verein 1891 ein weiteres Grundstück in der Seydlitzstraße Ecke Dessauerstraße.(Karte)

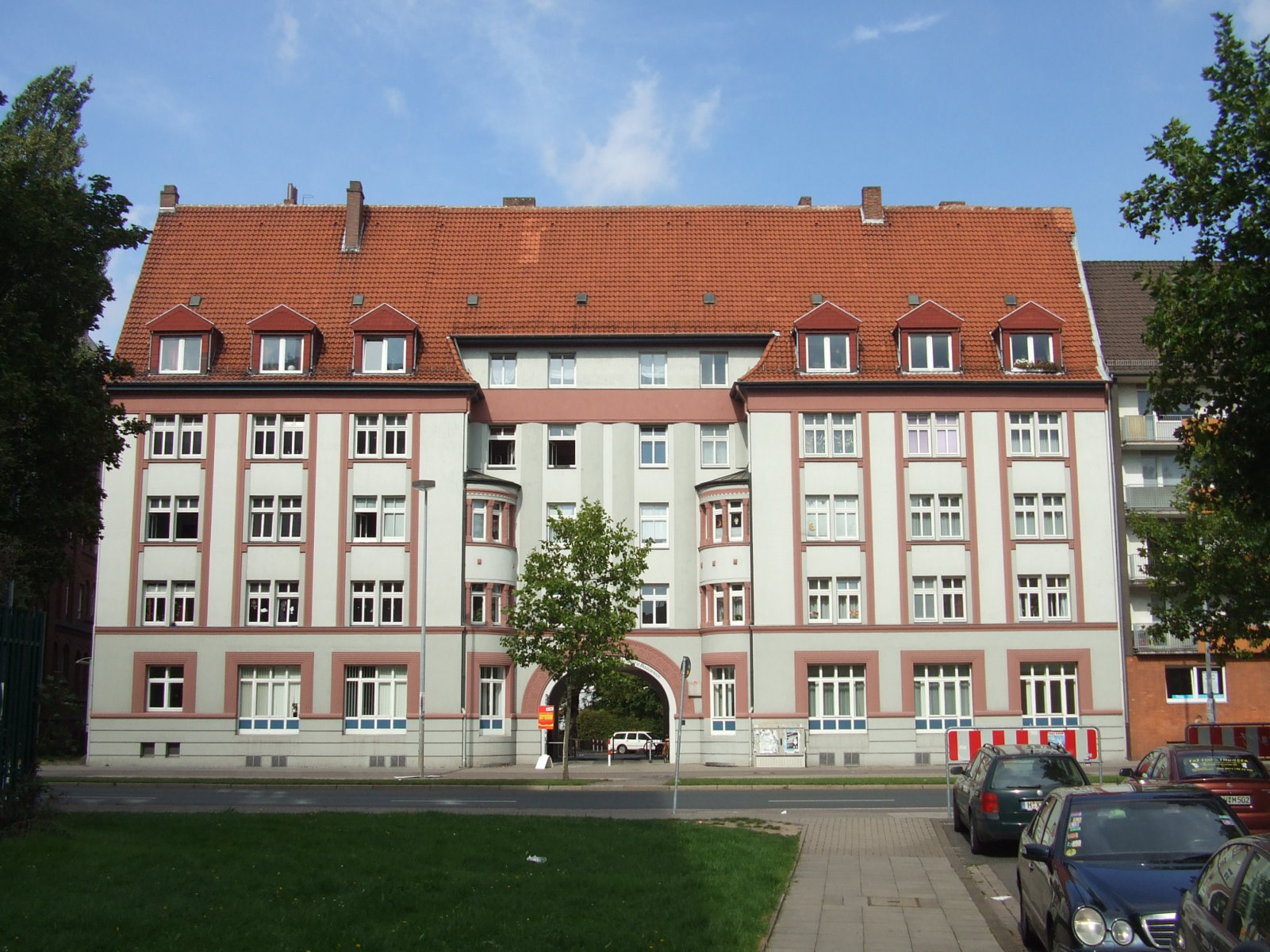
Südflügel des Brüggemannhofs, gesehen von der Schlosswender Straße

Schon zur Jahrhundertwende zählte der Spar- und Bauverein bei 3.169 Mitgliedern, die rund 1.261.000 Mark eingezahlt hatten, einen „Bestand von 58 Häusern mit 487 Wohnungen“. Hinzu kam ab 1912 auch der Brüggemannhof, in dem der Verein dann seinen Verwaltungssitz bezog. (Karte)
Bis 1935 hatte sich der Wohnungsbestand laufend auf seinerzeit rund 3.000 Einheiten vergrößert bei nunmehr rund 9.000 Mitgliedern. Die Luftangriffe auf Hannover im Zweiten Weltkrieg zerstörten dann jedoch etwa die Hälfte aller bis dahin durch den Verein errichteten Wohnungen. Bis Mitte der 1950er Jahre konnten diese wieder aufgebaut werden, neben der Errichtung neuerer Wohnanlagen.

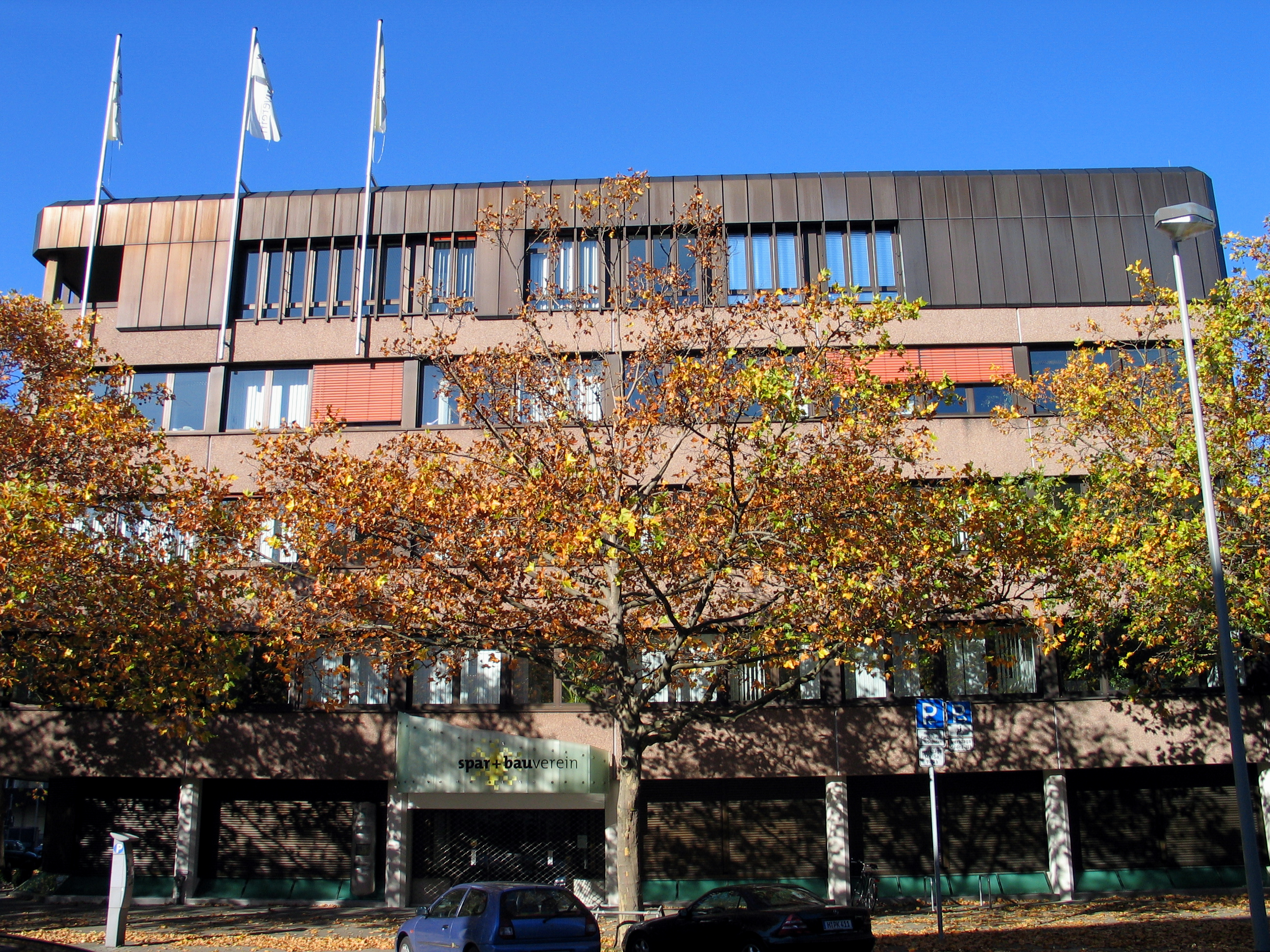
Verwaltungssitz in der Arndtstraße 5

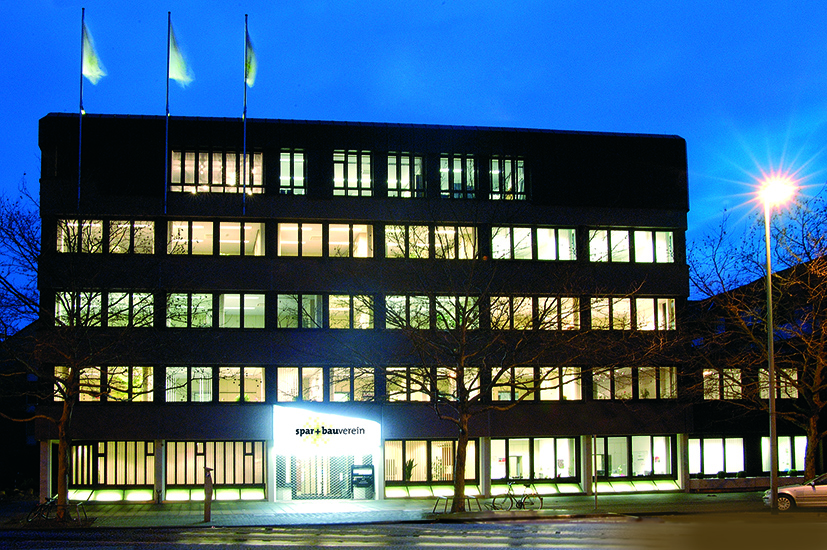

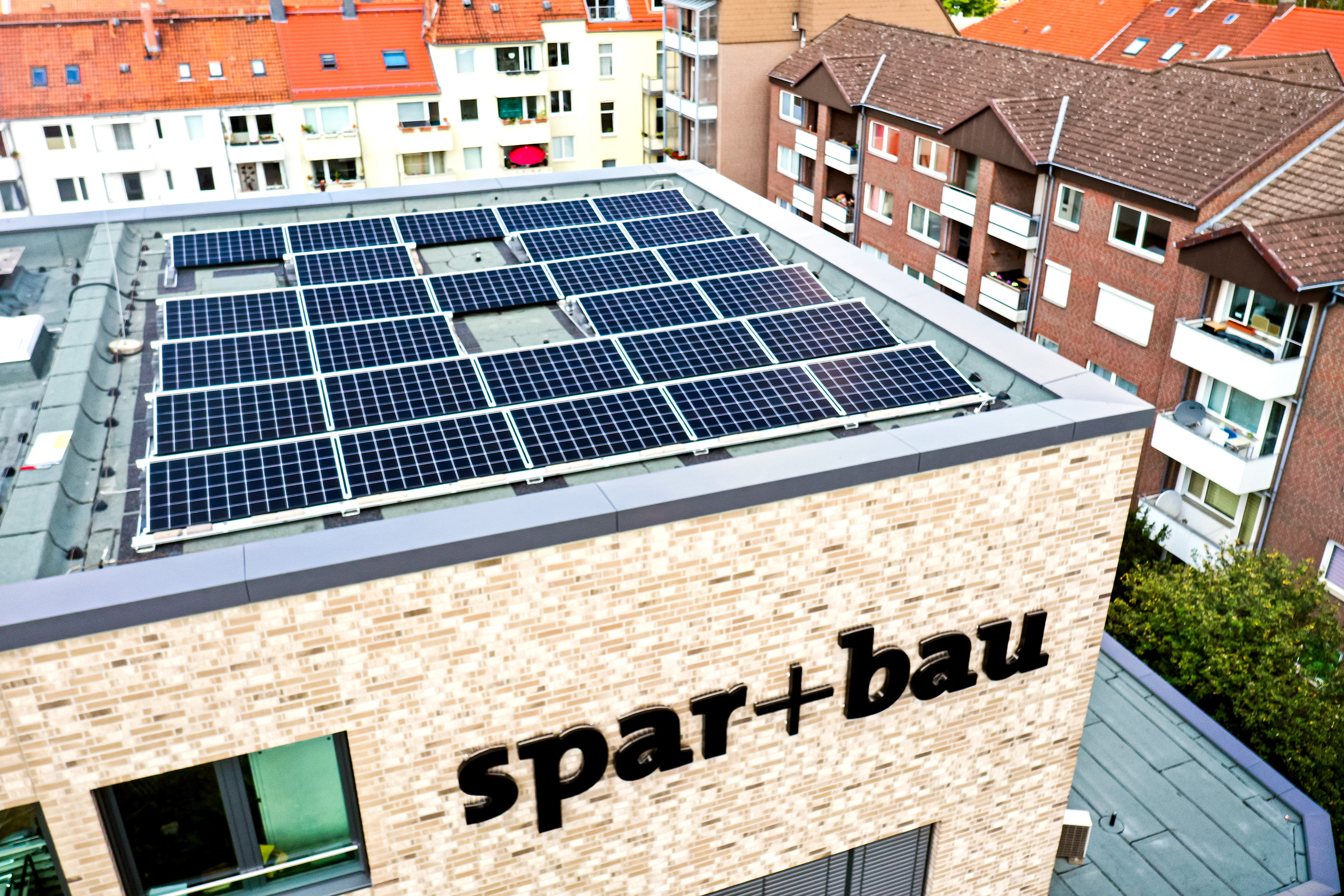

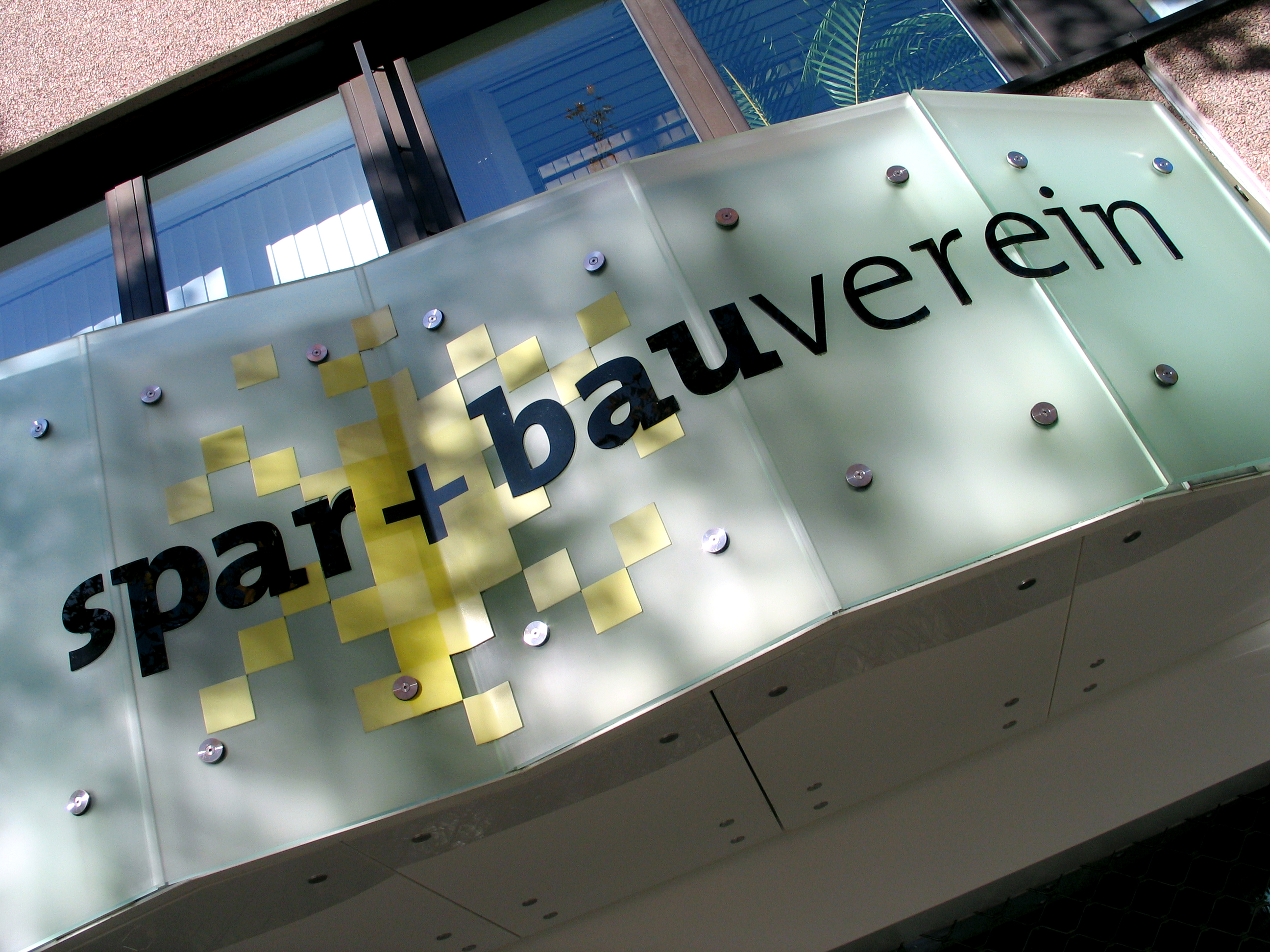
Logo über dem Haupteingang Arndtstraße 5

Erst Mitte der 1970er Jahre ließ die rege Neubautätigkeit des Spar- und Bauvereins nach, stattdessen wurde der bis dahin errichtete Haus- und Wohnungsbestand nun umfangreich saniert und modernisiert. In den 1980er Jahren wechselte der Vereinssitz vom Brüggemannhof an seine heutige Adresse in der Arndtstraße 5.(Karte)
Im Jahr des hundertjährigen Gründungsjubiläums zählten 1985 etwa doppelt so viele Wohneinheiten wie vor dem Zweiten Weltkrieg zum Verein sowie rund 20.000 Mitglieder.
Im Jahr der Expo 2000 gründete der Spar- und Bauverein die Niedersächsische Bauträger-Gesellschaft mbH (NBG), schließlich auch die Hannoversche Wohnservice-Gesellschaft mbH.

## Wohn- und Gebäudebestand
(unvollständig)

Während seines gesamten Bestehens errichtete der Spar- und Bauverein seine Gebäude und Wohnungen vor allem in den ehemals stark durch die Industrie geprägten Stadtteilen, insbesondere in der Nordstadt, in Vahrenwald, Hannover-List, Limmer, Linden-Nord, Ricklingen oder Wettbergen, aber auch beispielsweise in der Südstadt. Unter dem teilweise denkmalgeschützten Gebäudebestand finden sich auch einige städtebaulich und architektonisch bemerkenswerte Wohnanlagen. Der Verein errichtete
- 1886 bis 1891: Gebäudegruppe Lister Straße, Franz-Bork-Straße[7](Karte)
- ab 1891: Gebäude Seydlitzstraße Ecke Dessauerstraße[1](Karte)
- 1912–1914 und 1922–1924: Brüggemannhof[8](Karte)
- Arndtstraße 5[8](Karte)